# Michał Augustyn Pro

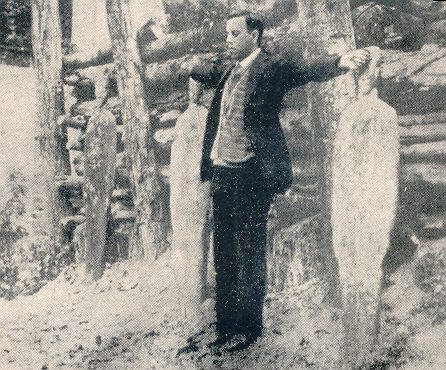
Egzekucja Michała Augustyna Pro

Michał Augustyn Pro SJ, hiszp. Miguel Agustín Pro (ur. 13 stycznia 1891 w Guadalupe, zm. 23 listopada 1927 w Meksyku) – meksykański zakonnik, błogosławiony Kościoła rzymskokatolickiego, ofiara prześladowań religijnych zapoczątkowanych w okresie rewolucji meksykańskiej.

## Życiorys
Urodził się w wielodzietnej rodzinie dyrektora kopalni. Uczęszczał do dwóch kolegiów jezuickich nie wykazując się szczególnymi osiągnięciami. Pracował razem z ojcem, ale po wybraniu stanu zakonnego przez jego dwie siostry w sierpniu 1911 roku zdecydował wstąpić do nowicjatu jezuitów. W związku z narastającymi nastrojami antykatolickimi wysłany został do Kalifornii, a następnie dla kontynuacji studiów do Grenady, a później do Enghien (w Belgii). W 1925 roku przyjął święcenia kapłańskie i wkrótce powrócił do Meksyku. Powrót zbiegł się z ogłoszonymi przez dyktatora Plutarco Callesa rygorystycznymi przepisami antykościelnymi. Działalność apostolska Michała Augustyna Pro nie ograniczała się do posługi kapłańskiej, ale także mimo konieczności ukrywania się organizował potajemną pomoc charytatywną. Wielokrotnie unikał zasadzek aż 18 listopada 1927 roku został aresztowany wraz z dwoma braćmi Hubertem i Robertem. Oskarżony pod fikcyjnym zarzutem organizacji zamachu na prezydenta Álvaro Obregóna został publicznie rozstrzelany pięć dni później. Przed śmiercią odmówił modlitwę, ucałował różaniec, a zwracając się do oprawców przebaczył im.
Szef miejscowej policji po egzekucji wyznał:

Dobrze wiem, że był niewinny ale trzeba było zabić kapłana, aby inni się bali.

## Kult
Początkiem kultu stał się pogrzeb Michała Augustyna Pro w którym, jak oszacowano mimo zakazu uczestniczyło około dwudziestu tysięcy wiernych. 25 września 1988 roku papież Jan Paweł II dokonał beatyfikacji jezuity. Jego wspomnienie obchodzone jest w dzienną rocznicę śmierci.